# Maiden Voyage (Iron Maiden)
Maiden Voyage è il primo e unico album del gruppo Heavy Psychedelic Rock inglese degli anni sessanta Iron Maiden (precedentemente conosciuti come Growth, Stevenson's Blues Department e Bum) ed omonimo del gruppo metal inglese, pubblicato postumo nel 1998.

## Il disco
Quest'album è l'unico del gruppo Heavy Psychedelic Rock Iron Maiden che suonò insieme a gruppi come Jethro Tull e King Crimson, venne registrato tra il 1969 e il 1970, ma l'etichetta degli Iron Maiden fallì e il gruppo poco dopo si sciolse, così che venne pubblicato postumo nel 1998 dalla Audio Archives.

L'album si apre con Falling, una ballata tra Blues e Hard Rock, l'influenza Psichedelica si sente soprattutto in Ritual, Plague e in CC Ryder, in God of Darkness è la traccia più vicina alle sonorità più Heavy in fatto di testi e di musica da come si può vedere:
"Ministers of death unite,
The bells of doom are ringing,
The angel of death is singing,
Summon the black God of darkness".
tradotto:
"Ministri della morte unitevi,
Le campane della sciagura suonano,
L'angelo della morte canta,
Chiama il Dio nero delle tenebre".

## Tracce
1. Falling – 6:04
2. Ned Kelly – 3:15
3. Liar – 12:21
4. Ritual – 8:47
5. CC Ryder – 6:12
6. Plague – 8:26
7. Ballad of Martha Kent – 6:50
8. God of Darkness – 4:18

## Formazione
- Steve Drewett - voce
- Trev Thoms - chitarra, cori
- Barry Skeels - basso, cori
- Paul Reynolds - batteria